# Vignes, Yonne
Vignes är en kommun i departementet Yonne i regionen Bourgogne-Franche-Comté i norra Frankrike. Kommunen ligger i kantonen Guillon som tillhör arrondissementet Avallon. År 2018 hade Vignes 80 invånare.

## Befolkningsutveckling
Antalet invånare i kommunen Vignes
| Referens: INSEE |